# کریستین سانتوس
کریستین سانتوس (اسپانیایی: Christian Santos‎؛ زادهٔ ۲۴ مارس ۱۹۸۸ در آلمان) بازیکن فوتبال اهل ونزوئلا است.

## باشگاهی
از باشگاه‌هایی که در آن بازی کرده‌است می‌توان به باشگاه فوتبال دپورتیوو آلاوس، باشگاه فوتبال ان‌ئی‌سی نایمخن، باشگاه فوتبال آرمینیا بیله‌فلد، باشگاه فوتبال اوپن، باشگاه فوتبال دپورتیوو لاکرونیا، و باشگاه فوتبال اسنابروک اشاره کرد. 

## تیم ملی
وی همچنین در تیم ملی فوتبال ونزوئلا بازی کرده‌است.